# 柚木ウタノ
柚木 ウタノ（ゆずき ウタノ、3月31日 - ）は日本の漫画家。大阪府出身。血液型はB型。
集英社の「りぼん漫画スクール」2007年8月号で、準りぼん賞を受賞した『毒へびさんにご注意を。』でデビュー。
カラオケ好き。L'Arc〜en〜Cielの大ファン。その後、2012年8月号より初連載となる『魔女とハツコイ。』がスタート、同年11月号まで連載された。

## 作品リスト
- 毒へびさんにご注意を。（『りぼんスペシャル』2007年夏休み大増刊号、デビュー作）
- キューティーBLACK（『りぼんスペシャル』2008年お正月大増刊号）
- 君とさくらんぼ（『りぼんスペシャル』2008年春の大増刊号）
- なまいきスイートベイビー☆（『りぼんスペシャルレモン』2010年夏の大増刊号）
- ゲキ恋ロマンティック（『りぼん』2010年12月号）
- 素直にメリークリスマス（『りぼんスペシャル』2011年冬の大増刊号）
- おてまえ頂戴いたします!（『りぼん』2011年5月号掲載）
- 王子達のお気に入り（『りぼんスペシャルレモン』2011年夏の大増刊号 - 『りぼんスペシャルオレンジ』2011年大増刊号）
- スイート×モカ×ドルチェ（『りぼん』2011年11月号）
- ぱわーレター（『りぼんスペシャル』2012年冬の大増刊号）
- 魔女とハツコイ。（『りぼん』2012年8月号[1] - 11月号、初連載作）
- アイ・コミュ!（『りぼんスペシャルハッピー』2013年春の大増刊号 - 『りぼんスペシャルキュート』2013年の大増刊号）
- プリモ・プリーマ!（『りぼん』2013年10月号[2] - 2014年11月号、全3巻）
- マヤカシカレシ（『りぼんスペシャル』2014年冬の大増刊号）
- いろはにれんげ（『りぼん』2015年5月号[3] - 8月号）
- おされルーキー!（『りぼんスペシャルミント』2015年夏の大増刊号）
- こいつ、俺のだから。（原作:*メル*、『りぼんスペシャル』2015年冬の大増刊号）
- あなたに教わる恋なんて（『りぼんスペシャルバニラ』2016年夏の大増刊号 - 『りぼんスペシャルミント』2016年大増刊号）
- 今日も瑛がカッコイイ（仮）[4]（『りぼん』2016年9月号掲載）
- 月とまめ大福（『りぼんスペシャル』2016年冬の大増刊号）
- 夜が明けたら、いちばんに君に会いにいく（原作:汐見夏衛、『りぼんスペシャルバニラ』2017年夏の大増刊号 - 『りぼんスペシャルミント』2017年大増刊号）
- だから、君を描く（原作:汐見夏衛、『りぼんスペシャル』2018年冬の大増刊号（「夜が明けたら、いちばんに君に会いにいく」のスピンオフ））
- フェイク・ビター（『りぼん』2018年3月号）
- Say the name! SEVENTEEN（協力:プレディスエンターテイメント、『りぼん』2018年9月号 - 12月号）
- きみとゆめみる羊[注 1]（監修:ホリプロ、『りぼん』2019年4月号 - 2020年1月号）
- トライアド△シャッフル（『りぼんスペシャル』2021年冬の大増刊号）
- 先輩、じゃないし。（『りぼんスペシャル』2021年春の大増刊号）
- わたしをフってクダサイ♥️（『りぼんスペシャルバニラ』2021年夏の大増刊号）
- 恋をするにはダメすぎる（『りぼんスペシャル』2022年春の大増刊号）
- つきあってXX日～Girl's side～（『りぼんスペシャルブラック』2022年夏の大増刊号）
- つきあってXX日～boy's side～（『りぼんスペシャルピンク』2022年夏の大増刊号）
- おつかれさま、このあと恋でも（『りぼんスペシャル』2023年春の大増刊号）
- 映える恋とか知りません（『りぼん』2023年7月号[5] - 2025年7月号[6]）

## 書籍

### コミックス
いずれもりぼんマスコットコミックスより刊行。
- 魔女とハツコイ。（2013年4月15日発売）
- プリモ・プリーマ！（2014年2月14日発売）
- 夜が明けたら、いちばんに君に会いにいく（原作：汐見夏衛、スピンオフ「だから、君を描く」併録、2018年2月23日発売）
- きみとゆめみる羊（2019年8月23日 - 2020年1月24日発売）全2巻（上下巻）
- 映える恋とか知りません（2023年12月25日 - 2025年7月25日発売）全6巻

### アンソロジー
- 東日本大震災チャリティー漫画本 PARTY! HANA[注 2][7]（2011年8月5日発売[8]、メディアパル、ISBN 978-4-89610-201-7）
  - スイーツな男子 ムース[9]

### イラスト
- ハムちゃんが恋したキケンなヤンキー君（2016年4月25日発売、著：*メル*、ケータイ小説文庫）
- Sound 君に捧げる恋のカノン（2018年1月1日発売、著：朱里コウ、角川ビーンズ文庫）
- 今日、キミに告白します（著：アンソロジー、野いちごジュニア文庫）
  1. 〜4つの恋の短編集〜（2020年8月20日発売）
  2. ～3つの恋の短編集～（2021年4月20日発売）
  3. ～5つの恋の短編集～（2022年2月20日発売）
  4. ～6つの恋の短編集～（2022年6月20日発売）
- 溺愛したがるモテ男子と、秘密のワケあり同居。 （2020年11月25日発売、著：ゆいっと、ケータイ小説文庫）
- 極上男子は、地味子を奪いたい。（著：＊あいら＊、ケータイ小説文庫）
  1. 〜トップアイドル（♀）正体を隠して編入する〜（2021年4月25日発売）
  2. 〜最強イケメンからの溺愛、始動〜（2021年6月25日発売）
  3. 〜最強総長vs腹黒生徒会長、溺愛バトル勃発！〜（2021年8月25日発売）
  4. 〜最強男子たちは、独占欲をもう我慢できない〜（2021年10月25日発売）
  5. 〜地味子の正体、ついに暴かれる〜（2021年12月25日発売）
  6. 〜溺愛総長は、永遠に地味子を離さない〜（2022年2月25日発売）
- イケメン芸能人と溺愛シェアハウス♡（2022年3月25日発売、著：雨乃めこ、ケータイ小説文庫）
- 三つ子ラブ注意報!（著：小春りん、小学館ジュニア文庫、2022年 - ）
- 今日、キミを好きになりました 4つの胸きゅんなお話あつめました（2023年4月20日発売、著：アンソロジー、野いちごジュニア文庫）
- 絶対、俺のが好きだから。 4つの胸きゅん短編集（2023年9月20日発売、著：アンソロジー、野いちごジュニア文庫）